# Variable Mira

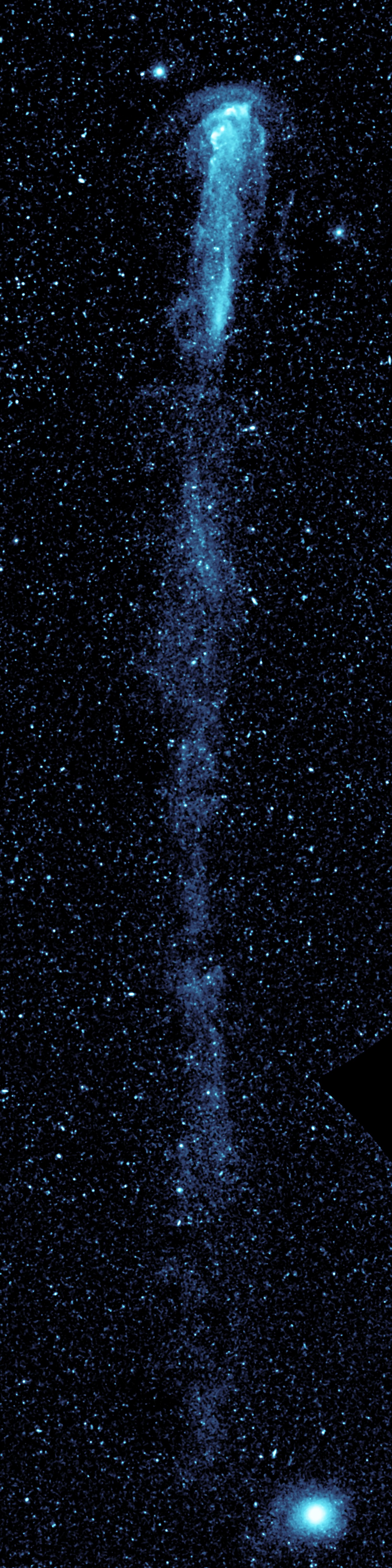
Una imatge de Mira, feta amb llum de la part de l'espectre ultraviolat: Mira amb la seva cua

Les variables Mira anomenades així per l'estrella Mira, són una classe d'estrelles variables polsants caracteritzades per ser de color vermell, amb períodes de pulsació més llargs que 100 dies, i amplitud de lluminositat més gran que una magnitud. Són estrelles gegants vermelles en els estadis més endarrerits de l'evolució estel·lar (la branca asimptòtica de les gegants) que expulsaran tot el seu embolcall formant una nebulosa planetària i esdevindran nanes blanques en uns pocs milions d'anys.
Les variables Mira es creu que són estrelles amb menys de dues masses solars, però poden ser milers de vegades més lluminoses que el Sol a causa dels seus molt grans embolcalls inflats. Es creu que són polsants per l'expansió i la contracció de l'estrella sencera. Això produeix un canvi de temperatura al llarg del seu radi, ambdós factors causen la variació de la seva lluminositat. El període de pulsació és una funció de la massa i del radi de l'estrella. Els primers models de l'estrella Mira donen per fet que l'estrella manté la simetria esfèrica durant el procés (més per mantenir el model de computació a bastament simple, més que per motius de la física). Un recent examen de les estrelles variables Mira ha trobat que un 75% de les variables Mira que es poden resoldre amb el telescopi IOTA no tenen simetria esfèrica, un resultat consistent amb imatges prèvies d'estrelles Mira individuals (per exemple:) per això hi ha actualment presses per obtenir un model en tres dimensions de les estrelles Mira amb supercomputadores.
Encara que la majoria de variables Mira compateixen moltes similituds en comportament i estructura, són de classes heterogènies de variables a causa de les diferències en edat, massa, manera de pulsació, i composició química. Per exemple, moltes, com l'estrella R Leporis tenen un espectre òptic dominat pel carboni, cosa que suggereix que el material del nucli de l'estrella ha estat transportat a la superfície. Aquest material, sovint, forma vels de pols a l'entorn de l'estrella, que contribueixen a les apagades i enceses periòdiques. Unes poques variables Mira són també conegudes per ser màsers naturals.
Un petit subconjunt d'estrelles Mira pareix canviar el seu període orbital amb el temps —el període creix o disminueix en una quantitat substancial (fins a un factor de tres) en un temps que va de moltes dècades a unes poques centúries. Es creu que això és causat per batecs tèrmics, en què un closca d'hidrogen a prop del nucli de l'estrella esdevé prou calenta i densa per a iniciar una fusió nuclear. Això canvia l'estructura de l'estrella, la qual cosa es manifesta per ella mateixa en un canvi del període. S'ha predit que aquest procés ocorre en totes les variables Mira, però la durada relativament curta dels polsos tèrmics (unes poques centenes d'anys), tenint en compte el temps de vida dins la branca asimptòtica de les gegants de l'estrella (uns pocs milions d'anys), significa que només ho podem veure en unes poques dels molts de milers d'estrelles Mira conegudes. De tota manera, la majoria de les variables Mira exhibeixen un exigu canvi de cicle a cicle en el seu període, probablement causat per un comportament no lineal en l'embolcall estel·lar incloent-hi desviacions de la simetria esfèrica.
Les variables Mira són objectius populars per als astrònoms amateurs interessats en les observacions d'estrelles variables, a causa dels canvis dramàtics en l'esclat. Qualque variable Mira (incloent-hi la mateixa Mira) ha estat observada de manera fidedigna des d'aproximadament un segle.